# Polycarpa mamillaris
Polycarpa mamillaris is een zakpijpensoort uit de familie van de Styelidae. De wetenschappelijke naam van de soort is voor het eerst geldig gepubliceerd in 1774 door Gaertner.